# Jimmie Vaughan
Jimmie Vaughan, född 20 mars 1951 i Dallas, Texas, är en amerikansk bluesgitarrist och sångare. Han är äldre bror till Stevie Ray Vaughan.
Jimmie startade sin karriär i bluesrockbandet The Fabulous Thunderbirds. Efter att ha hoppat av gruppen 1989 spelade han in albumet Family Style tillsammans med brodern Stevie Ray Vaughan. Stevie avled i en helikopterkrasch innan albumet hann ges ut, i september 1990. Därefter har Jimmie gett ut ett antal egna plattor och spelat med bland andra B.B. King, Eric Clapton, Willie Nelson, Bob Dylan och Don Henley.

## Diskografi
- 1990 – Family Style (med Stevie Ray Vaughan)
- 1995 – Strange Pleasure
- 1998 – Out There
- 2001 – Do You Get the Blues?
- 2007 – On the Jimmy Reed Highway (med Omar Kent Dykes)